# Secret World Legends
 Secret World Legends (ранее — The Secret World; TSW) — многопользовательская ролевая онлайн-игра (MMORPG), разработанная норвежской студией Funcom. Действие игры происходит в наше время, в мире, похожем на наш, но в котором вместе с обыденными вещами и обычными людьми сосуществуют магия и мифические монстры. Над созданием игры разработчики задумывались ещё с 1997 года, но активная разработка началась только в 2002 году. Подогрев интерес публики таинственными посланиями и головоломками, 11 мая 2007 года Funcom официально анонсировала игру.
Весной 2017 года был совершен перезапуск игры, теперь игра будет RPG без подписки (MMORPG).

## Фракции
- Тамплиеры — бескомпромиссные борцы со злом. Секретное общество, ведущее свою историю со времен основания Вавилона; их современная база располагается в Лондоне. Рагнар Тёрнквист сказал, что в игре они были бы «совсем уж положительными ребятами», если бы не их излишний фанатизм, который порой заставляет их решаться на отчаянные шаги, сомнительные с точки зрения стороннего наблюдателя.
- Иллюминаты — заклятые враги Тамплиеров. Им пришлось покинуть Европу в XVII веке, так что теперь они действуют из своей подземной базы, которая расположена в Нью-Йорке.
- Дракон — занимают среднее положение между «хорошими» Тамплиерами и «плохими» Иллюминатами. Они руководствуются учением Сунь-цзы, изложенным им в «Искусстве войны». Их главной добродетелью является терпение, но также они не стесняются стравливать врагов друг с другом при помощи искусной лжи. Их база располагается в Сеуле.

## Ролевая система
В игре нет классов и уровней. Персонаж развивается через набор экипировки и различных «сил», которые подразделяются на активные и пассивные. К активным относят умения прямого действия; к пассивным — способности, косвенно влияющие на активные. Количество сил у одного персонажа не ограничено, но одновременно используемыми могут быть 7 активных и 7 пассивных. Новые силы получают за очки, заработанные в битвах или при выполнении заданий. Мощность силы увеличивается пропорционально экипировке.

## The Secret War
19 апреля 2012 года был выпущен проект The Secret War — Facebook-игра, в которой пользователям социальной сети предлагалось вербовать агентов из своего списка друзей, и помогать одной из трех фракций завоевывать влияние. Лучшие игроки получили разнообразные награды, которые действительны в The Secret World.

## Перезапуск игры
29 марта 2017 года компания Funcom объявила о том, что игра The Secret World будет перезапущена и поменяет названия на  Secret World Legends . Конечной датой перезапуска должна быть весна 2017 года.

## Отзывы
| Сводный рейтинг       | Сводный рейтинг |
| Агрегатор             | Оценка          |
| --------------------- | --------------- |
| GameRankings          | 74,10 %         |
| Русскоязычные издания |                 |
| Издание               | Оценка          |
| PlayGround.ru         | 8,7/10          |